# Ferdinand Gobert d'Aspremont-Lynden

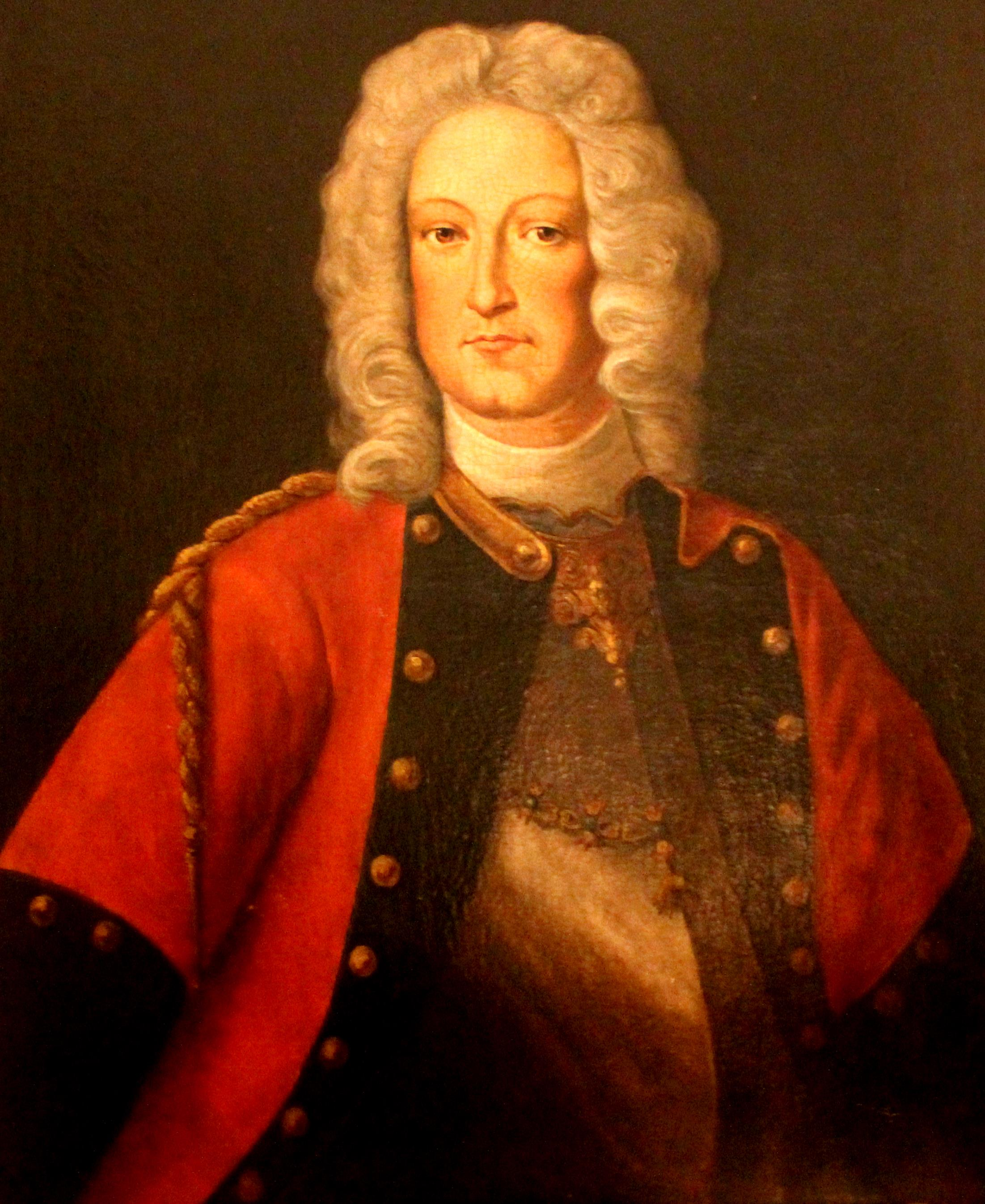
d'Aspremont Lynden in het uniform van de kurassiers

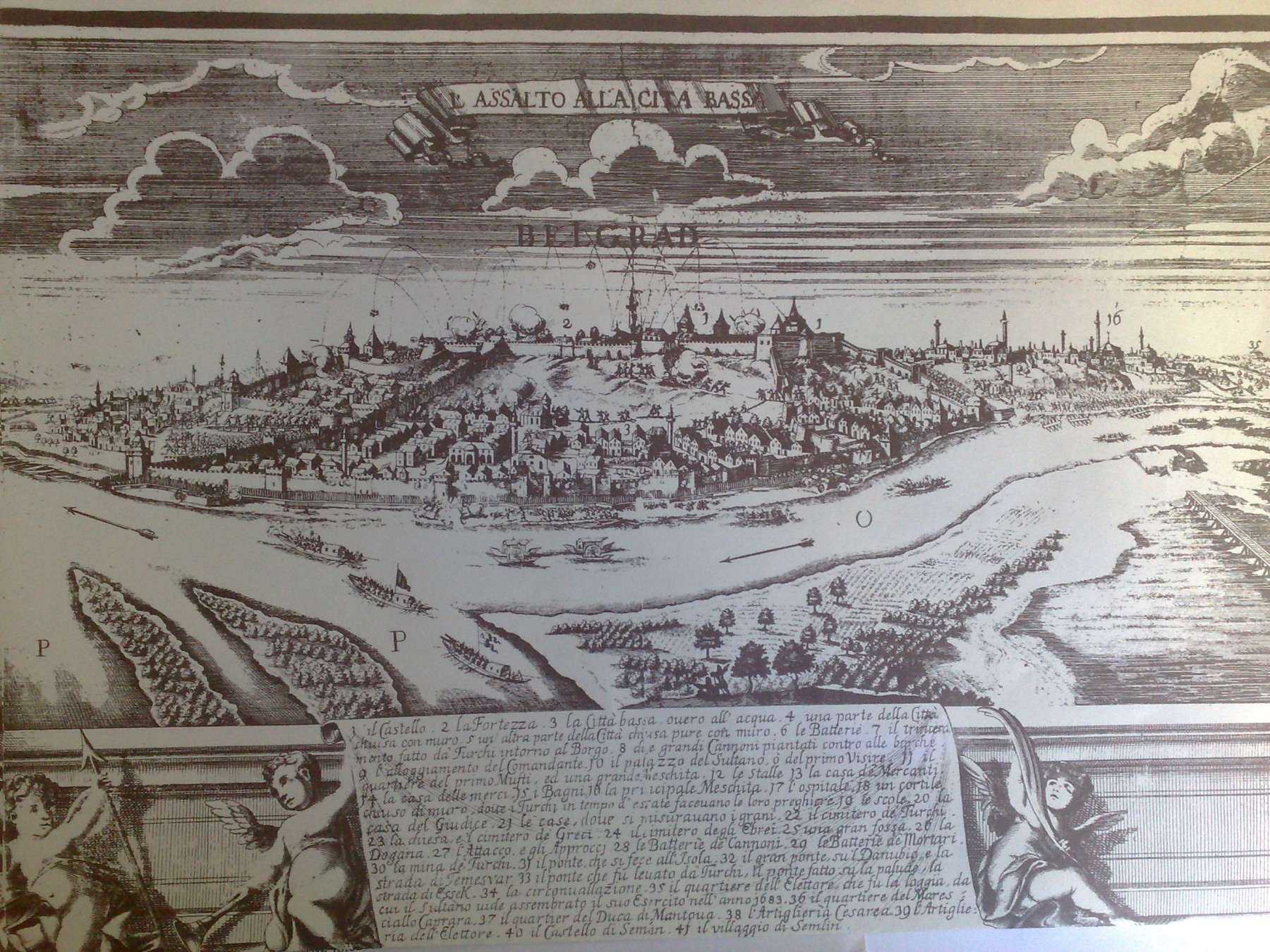
Verheerlijking van de Oostenrijkse verovering van Belgrado op de Ottomanen (1688). d'Aspremont Lynden moest evenwel Belgrado prijs geven (1690).

Ferdinand-Gobert graaf van Aspremont-Lynden (Oud-Rekem, circa 1645 – aldaar, 1 februari 1708) was een Oostenrijks veldmaarschalk afkomstig uit het prinsbisdom Luik die vocht in dienst van de Habsburgse keizer Leopold I.Hij was een telg in de adellijke familie, na 1676 d'Aspremont Lynden genoemd.

## Levensloop
Lynden werd geboren op het kasteel dat later kasteel d'Aspremont-Lynden werd genoemd na de verwerving van de rechten in 1676 op het graafschap Aspremont, vandaag in het Belgische Oud-Rekem. Zelf groeide hij op in het rijksgraafschap Rekem, een klein landje naast Luik. Rekem behoorde tot het Heilige Roomse Rijk. Lynden trad in het leger van het Heilige Roomse Rijk. Hij maakte carrière bij de kurassiers van het keurvorstendom Beieren en werd zo officier in dienst van het Heilige Roomse Rijk en zijn Habsburgse keizer in Wenen. In 1676 verkreeg hij van keizer Leopold I de titel van graaf, net zoals andere familieleden van Lynden.
Hij vocht mee in de Grote Turkse Oorlog, een oorlog tussen het Heilige Roomse Rijk en het Ottomaanse Rijk. Zo verdedigde Lynden mee de hoofdstad Wenen tijdens het beleg van Wenen (1683). Wenen werd verdedigd onder het bevel van Jan III Sobieski. Na de overwinning vocht Lynden in Hongarije, wat de Oostenrijkers veroverden op de Ottomanen. In 1688 veroverde hij Belgrado op de Ottomanen. De Ottomanen keerden weer naar Belgrado in 1690. Lynden verdedigde de stad vanuit de citadel waar duizenden Oostenrijkse soldaten en hun bondgenoten gekazerneerd waren. De Ottomanen stonden onder leiding van grootvizier Fazıl Mustafa Köprülü. De Ottomanen slaagden erin het kruitmagazijn van de citadel te doen ontploffen. Enkele honderden soldaten konden ontkomen door de Donau over te zwemmen, onder hen Lynden en hertog Karel Eugenius van Croÿ-Rœulx, een andere edelman van de Zuidelijke Nederlanden. De Ottomanen veroverden Belgrado, of beter heroverden Belgrado op de Oostenrijkers. Ze hadden immers gebruik gemaakt van de zwakte aan de oostgrens van het Heilige Roomse Rijk tijdens de Franse inval aan de westgrens (zie: Negenjarige Oorlog). In Wenen stond Lynden onder een zachte vorm van huisarrest, omwille van het debacle in Belgrado.
Keizer Leopold I verleende Lynden nochtans nadien de rang van generaal, alsook van veldmaarschalk van het Heilige Roomse Rijk omwille van verdiensten in de Grote Turkse Oorlog. Dit deed de keizer nadat hij de eindoverwinning behaald had in de Grote Turkse Oorlog. De keizer hielp hem de rechten te verwerven op het graafschap Aspremont, een oud graafschap in het hertogdom Opper-Lotharingen. Daarom droeg de veldmaarschalk de titel graaf van d'Aspremont Lynden, zoals familieleden van hem dat ook deden. Hij overleed op het grafelijk slot in Oud-Rekem, waar hij geboren was.

## Huwelijk
D'Aspremont-Lynden was gehuwd met Charlotte van Nassau-Dillenburg (1643-1686). Na haar dood hertrouwde hij met Julia Barbara Rákóczi (1669-1717), dochter van keurvorst Frans I Rákóczi. Lynden had haar in Wenen leren kennen. Deze Hongaarse prinses bezorgde hem bezittingen verspreid over heel Hongarije. Hij had geen nakomelingen.

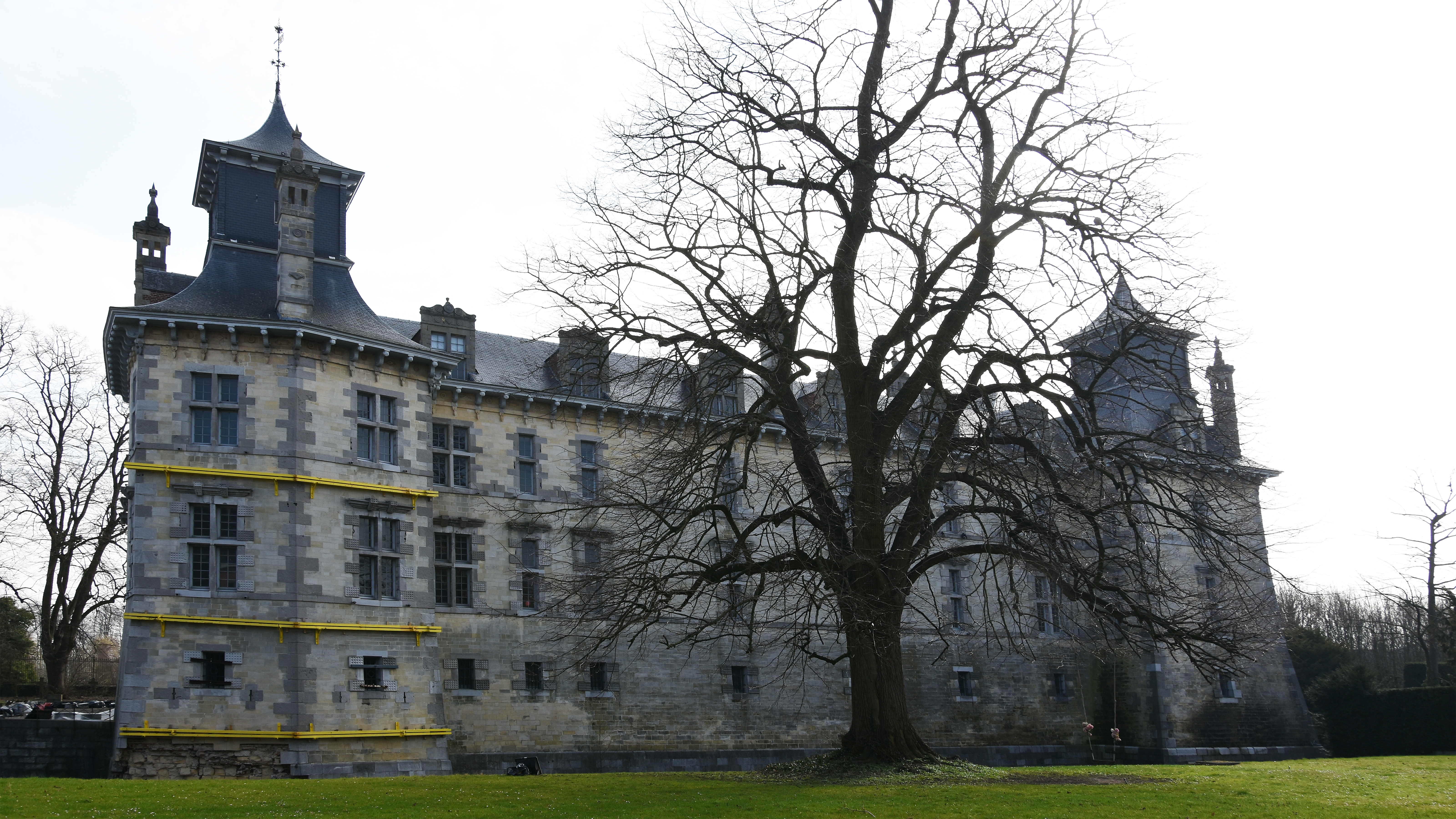
Kasteel d'Aspremont-Lynden in Rekem

## Ferdinand en Rekem
Ferdinand geraakte in 1704 in conflict met de Luikse prinsbisschop Jozef Clemens van Beieren over de afbraak van zijn kasteelkerk binnen de muren van zijn kasteel d'Aspremont-Lynden en de bouw van een nieuwe kerk buiten de kasteelmuren, de Sint-Pieterskerk. Het duurde tot 1722 om de bouw af te werken, dankzij de financiële hulp van zijn zuster gravin Antonia, gehuwd met graaf 't Serclaes de Tilly.